# Cementon (Nueva York)
Cementon es un lugar designado por el censo ubicado en el condado de Greene en el estado estadounidense de Nueva York. En el Censo de 2020 tenía una población de 164 habitantes y una densidad poblacional de 192,94 habitantes por km². Fue incluido como CDP en el censo de 2020.

## Geografía
Cementon se encuentra ubicado en las coordenadas 42°08′09″N 73°55′19″O / 42.13583, -73.92194. Según la Oficina del Censo de los Estados Unidos,  tiene una superficie total de 4,56 km², todos correspondientes a tierra firme.